# Charles J. Guiteau

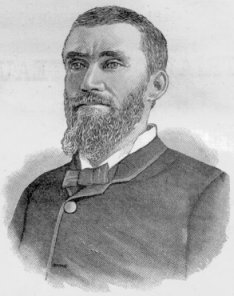
Charles J. Guiteau

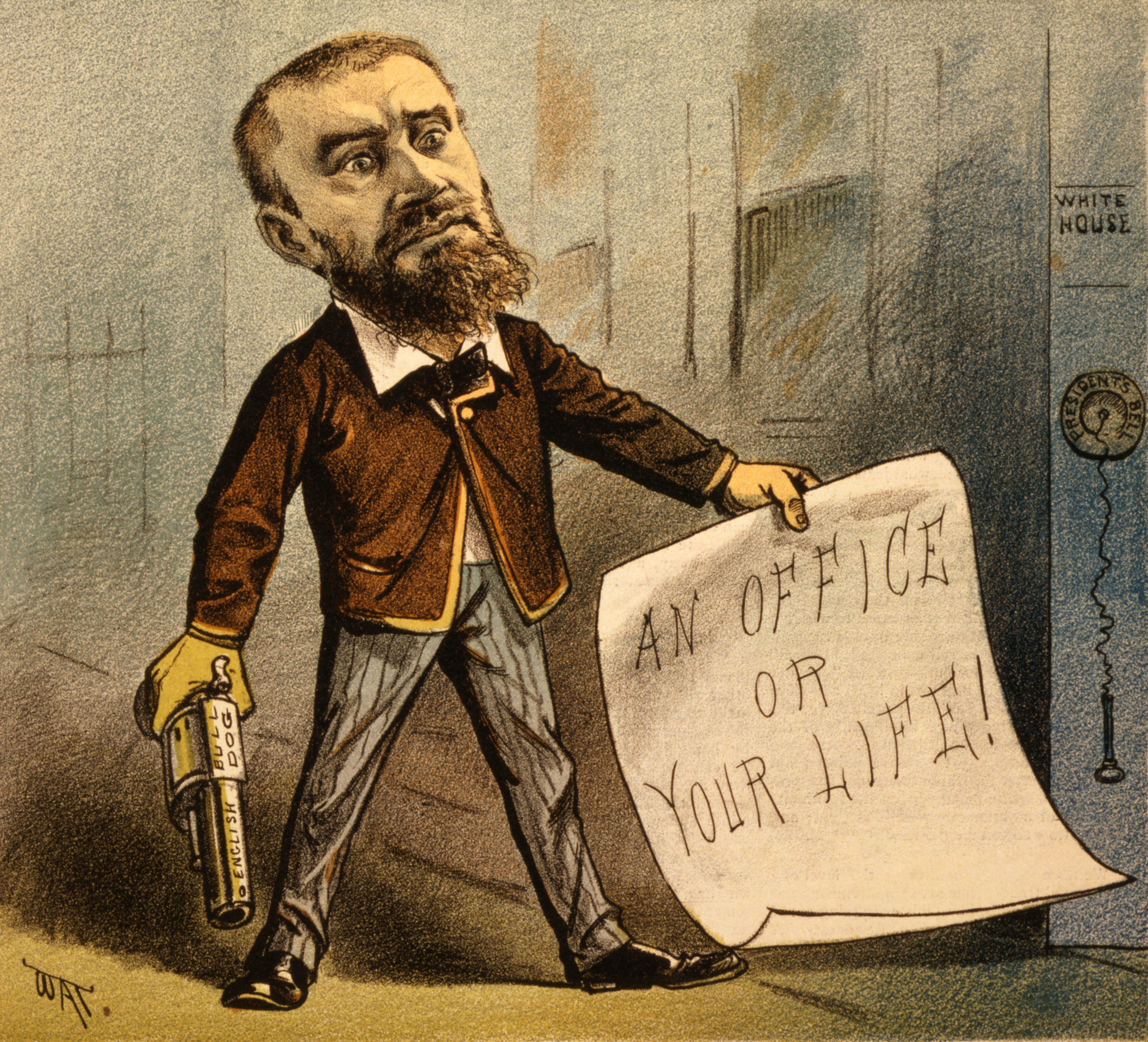
Cartoon uit 1881 over Guiteau

Charles Julius Guiteau (Freeport (Illinois), 8 september 1841 – Washington D.C., 
30 juni 1882) was een Amerikaanse advocaat die op 2 juli 1881 de Amerikaanse president James Garfield beschoot. De president overleed uiteindelijk op 19 september aan zijn verwondingen.
Guiteau werd als kind regelmatig door zijn vader geslagen. Zijn grootvader liet hem 1000 dollar na, waarmee hij rechten ging studeren, dit was geen succes en hij werd snel van school gestuurd. Dit hield hem niet tegen en met de rest van het geld van zijn opa begon hij een advocatenkantoor in Chicago. Hij gebruikte een aantal compleet verzonnen aanbevelingsbrieven van elke bekende Amerikaanse familie die hij maar kon bedenken. Nadat al zijn zaken eindigden met boze cliënten, raakte hij op drift en eindigde in de controversiële Oneida Commune. Hij werd uiteindelijk uit de sekte gezet omdat het duidelijk was dat hij mentaal niet helemaal spoorde.
Guiteau raakte geïnteresseerd in politiek en hij gaf een aantal keer onuitgenodigde, rammelende speeches tijdens de verkiezingscampagne van Garfield. Hij geloofde dat met deze bijdragen hij in zijn eentje verantwoordelijk was voor de overwinning van Garfield. Hij stond er op dat hem een ambassadeurschap werd toegekend voor zijn bewezen diensten. Toen het Witte Huis deze eis negeerde trok hij zich terug en begon te bidden. Hij geloofde dat God hem had opgedragen om de president te vermoorden. Guiteau kocht een duur .44 pistool dat uitgebreid versierd was met edele metalen, zodat het een goed museumstuk zou zijn na de aanslag. Hij schoot Garfield in zijn rug toen deze in een trein stapte in Washington D.C..
Het zou nog een aantal weken duren voordat de president uiteindelijk op 19 september overleed. Tijdens zijn ziekbed werd een groot aantal verschillende experimentele procedures op hem uitgeprobeerd. Bijvoorbeeld werd een door Alexander Graham Bell ontwikkelde metaaldetector gebruikt om te proberen de kogel in het lichaam te vinden. Dit lukte echter niet, waarschijnlijk door de storing van de metalen spiralen in het bed waarop de president lag. Uiteindelijk overleed Garfield waarschijnlijk door een infectie die werd veroorzaakt doordat de dokters constant zijn wond behandelden zonder goede sterilisatie.
Guiteau werd een beetje een mediaheld tijdens de rechtszaak tegen hem vanwege zijn bizarre gedrag. Dit gedrag bestond onder andere uit het maken van zeer negatieve opmerkingen over zijn advocaten, zijn getuigenissen waren in de vorm van lange gedichten en hij vroeg advies over zijn verdediging aan willekeurige toeschouwers. Op een bepaald moment stelde hij dat Garfield was overleden door medische fouten, wat misschien wel enigszins waar was. Tot het einde van de rechtszaak bleef Guiteau plannen maken om op tournee te gaan zodra hij vrijgelaten zou worden. Hij was dan ook zeer teleurgesteld toen de jury niet overtuigd was van zijn goddelijke opdracht en hem veroordeelde voor de moord. Hij werd op 30 juni 1882 in de Amerikaanse hoofdstad opgehangen.
De rechtszaak van Guiteau was een van de eerste belangrijke Amerikaanse rechtszaken waar geprobeerd werd de verdachte vrijgesproken te krijgen op basis van het feit dat hij ontoerekeningsvatbaar zou zijn. Dit ondanks het feit dat Guiteau volhield dat hij niet gek was, dit verschil van mening was een van de belangrijkste oorzaken van de ruzie tussen hem en zijn advocaten.